# Phillip J. Roth
Pour les articles homonymes, voir Roth.
Phillip J. Roth (né le 10 juin 1959 à Portland dans l'Oregon) est un réalisateur et producteur de cinéma américain.

## Filmographie

### Producteur
- 1982 : Breach of Contract de Andre R. Guttfreund
- 1988 : Bad Trip (téléfilm)
- 1991 : Red Snow
- 1992 : Prototype (en)
- 1993 : Rule No. 3 de Mitchell Cox
- 1997 : Total Reality
- 1997 : Darkdrive
- 1997 : Piège dans l'espace (Velocity Trap)
- 1999 : Cyclone (Storm) de Harris Done
- 2000 : Haute Pression (Under Pressure) de Jean Pellerin
- 2000 : Deep Core de Rodney McDonald
- 2000 : Python de Richard Clabaugh (téléfilm)
- 2000 : Daybreak, le métro de la mort de Jean Pellerin
- 2001 : Mindstorm de Mitchell Cox
- 2000 : Falcon Down
- 2001 : Alien Evolution (Epoch) de Matt Codd (téléfilm)
- 2001 : Shark Hunter de Matt Codd
- 2001 : Le Bateau des ténèbres (Lost Voyage) de Christian McIntire (téléfilm)
- 2002 : Hypersonic
- 2002 : Landspeed (en) de Christian McIntire
- 2002 : Python 2 de Lee McConnell
- 2002 : Panique en eaux profondes (Dark Descent) de Daniel Knauf
- 2002 : Interceptor Force 2 (téléfilm)
- 2002 : Anticorps (Antibody) de Christian McIntire
- 2003 : Warnings (Silent Warnings) de Christian McIntire (téléfilm)
- 2003 : Rapid Exchange de Tripp Reed
- 2003 : La Créature des abysses (Deep Shock) (téléfilm)
- 2003 : Maximum Velocity
- 2003 : Alien Evolution 2 (Epoch: Evolution) de Ian Watson
- 2003 : Dark Waters
- 2004 : Dragon Storm de Stephen Furst (téléfilm)
- 2004 : Impact final de Christoph Schrewe
- 2004 : Boa vs. Python  de David Flores
- 2004 : Phantom Force de Christian McIntire (téléfilm)
- 2004 : Lumière noire de Bill Platt (téléfilm)
- 2004 : Tupac vs. de Ken Peters (documentaire)
- 2005 : Le Chemin de la destruction (en) (Path of Destruction) de Stephen Furst (téléfilm)
- 2005 : Locusts: The 8th Plague (en) de Ian Gilmour (téléfilm)
- 2005 : Manticore (en) de Tripp Reed (téléfilm)
- 2006 : Magma, désastre volcanique (Magma: Volcanic Disaster) de Ian Gilmore (téléfilm)
- 2006 : S.S. Doomtrooper de David Flores (téléfilm)
- 2006 : Dragon Dynasty de Matt Codd (téléfilm)
- 2006 : Basilisk : Monstre du désert (de) (Basilisk: The Serpent King) de Stephen Furst (téléfilm)
- 2007 : Beowulf et la Colère des dieux de Nick Lyon (téléfilm)
- 2007 : Démons de pierre (Reign of the Gargoyles) de Ayton Davis (téléfilm)
- 2007 : Lake Placid 2 de David Flores (téléfilm)
- 2007 : La Nuit des chauves-souris 2 (Bats: Human Harvest) de Jamie Dixon (téléfilm)
- 2008 : Ghost Voyage (en) de James Oxford (téléfilm)
- 2008 : Rock Monster (en) de Declan O'Brien (téléfilm)
- 2008 : Copperhead (en) de Todor Chapkanov (téléfilm)
- 2008 : Monster Ark (en) de Declan O'Brien (téléfilm)
- 2008 : Boogeyman 3 (en) de Gary Jones
- 2009 : Le Voyage fantastique du capitaine Drake (The Immortal Voyage of Captain Drake) de David Flores (téléfilm)
- 2009 : Thor et le marteau des dieux (en) (Hammer of the Gods) de Todor Chapkanov (téléfilm)
- 2009 : The Grudge 3 de Toby Wilkins
- 2009 : Les Convoyeurs De L'Espace (Star Runners) de Mat King (téléfilm)
- 2009 : Les Messagers 2 : les origines du mal (Messengers 2: The Scarecrow) de Martin Barnewitz
- 2009 : Lightning Strikes de Gary Jones (téléfilm)
- 2009 : Détour mortel 3 (Wrong Turn 3: Left for Dead) de Declan O'Brien
- 2009 : Le pentacle maudit (Ghost Town) de Todor Chapkanov (téléfilm)
- 2009 : L'Équation de l'apocalypse (Annihilation Earth) de Nick Lyon (téléfilm)
- 2010 : La Relique maudite (Dark Relic) de Lorenzo Sena (téléfilm)
- 2010 : Arctic Predator de Víctor García (téléfilm)
- 2010 : Lake Placid 3 de Griff Furst (téléfilm)
- 2010 : Triassic Attack (en) de Colin Ferguson (téléfilm)
- 2011 : Cold Fusion de Ivan Mitov
- 2011 : Super Tanker de Jeffery Scott Lando (téléfilm)
- 2011 : Le Dernier volcan (Super Eruption) de Matt Codd (téléfilm)
- 2011 : Red Faction: Origins de Michael Nankin (téléfilm)
- 2011 : Morlocks de Matt Codd (téléfilm)
- 2011 : La Fureur du Yeti (en) (Rage of the Yeti) de David Hewlett (téléfilm)
- 2012 : Hijacked de Brandon Nutt
- 2012 : Black Forest de Patrick Dinhut (téléfilm)
- 2012 : Vampyre Nation de Todor Chapkanov
- 2012 : Boogeyman de Jeffery Scott Lando (téléfilm)
- 2012 : Lake Placid: The Final Chapter de Don Michael Paul (téléfilm)
- 2012 : Détour mortel 5 (Wrong Turn 5: Bloodlines) de Declan O'Brien
- 2012 : Yétis : Terreur en montagne (Deadly Descent) de Marko Mäkilaakso (téléfilm)
- 2012 : Company of Heroes de Don Michael Paul
- 2013 : Tornado apocalypse (Jet Stream) de Jeffery Scott Lando (téléfilm)
- 2013 : Invasion Roswell de David Flores (téléfilm)
- 2013 : Robocroc de Arthur Sinclair (téléfilm)
- 2013 : Taken : À la recherche de Sophie Parker (Taken: The Search for Sophie Parker) de Don Michael Paul (téléfilm)
- 2013 : Supercollider de Jeffery Scott Lando
- 2014 : Firequake de Geoff Browne (téléfilm)
- 2014 : Jarhead 2 (en) (Jarhead 2: Field of Fire) de Don Michael Paul
- 2014 : La Légende des crânes de cristal (Crystal Skulls) de Todor Chapkanov (téléfilm)
- 2014 : Détour mortel 6 (Wrong Turn 6: Last Resort) de Valeri Milev
- 2014 : Sniper 5 : L'Héritage (Sniper: Legacy) de Don Michael Paul
- 2014 : Le Clan des Vikings (Viking Quest) de Todor Chapkanov (téléfilm)
- 2015 : Code Hacker (en) (The Throwaways) de Tony Bui
- 2015 : Lake Placid vs. Anaconda de A.B. Stone
- 2015 : Roboshark de Jeffery Scott Lando (téléfilm)

### Réalisateur
- 1988 : Bad Trip (téléfilm)
- 1990 : Fatal Revenge
- 1991 : Red Snow
- 1992 : Prototype (en)
- 1994 : A.P.E.X.
- 1995 : Digital Man
- 1997 : Total Reality
- 1997 : Darkdrive
- 1997 : Piège dans l'espace (Velocity Trap)
- 1999 : Interceptors
- 2000 : Falcon Down
- 2001 : New Alcatraz
- 2002 : Hypersonic
- 2002 : Interceptor Force 2 (téléfilm)
- 2003 : Dragon Fighter
- 2003 : La Créature des abysses (Deep Shock) (téléfilm)
- 2003 : Maximum Velocity
- 2003 : Dark Waters

### Scénariste
- 1982 : Breach of Contract de Andre R. Guttfreund
- 1988 : Bad Trip (téléfilm)
- 1990 : Fatal Revenge
- 1992 : Prototype (en)
- 1994 : A.P.E.X.
- 1995 : Digital Man
- 1997 : Total Reality
- 1997 : Piège dans l'espace (Velocity Trap)
- 1999 : Cyclone (Storm) de Harris Done
- 1999 : Interceptors
- 2000 : Haute Pression (Under Pressure) de Jean Pellerin
- 2000: Deep Core de Rodney McDonald
- 2000 : Python de Richard Clabaugh (téléfilm)
- 2000: Daybreak, le métro de la mort de Jean Pellerin
- 2001 : Mindstorm de Mitchell Cox
- 2001 : Epoch de Matt Codd (téléfilm)
- 2001 : Shark Hunter de Matt Codd
- 2001 : New Alcatraz
- 2002 : Hypersonic
- 2002 : Panique en eaux profondes (Dark Descent) de Daniel Knauf
- 2003 : Dragon Fighter
- 2003 : La Créature des abysses (Deep Shock) (téléfilm)
- 2003 : Dark Waters
- 2013 : Supercollider de Jeffery Scott Lando
- 2015 : Roboshark de Jeffery Scott Lando (téléfilm)

## Distinctions
- Nommé en 1994 lors de l'International Fantasy Film Award pour Apex (Advanced Prototyp EXploration unit)